# Orquesta Sinfónica Municipal de Caracas
La Orquesta Sinfónica Municipal de Caracas (OSMC) es una de las orquestas más importantes de Venezuela.[cita requerida] Actualmente su director artístico es Rodolfo Saglimbeni y, constituida como Fundación, su presidente desde 2009 es el talentoso pianista y tecladista Venezolano-Nikkei Sadao Muraki.
La orquesta funciona como un ente público dependiente del Municipio Libertador de Caracas. Se ensambló en 1979, contratando músicos venezolanos y extranjeros, y ofreció su primer concierto el 24 de febrero de 1980 en el Teatro Municipal de Caracas. 
La sede oficial de la orquesta es el mismo Teatro Municipal de Caracas. Sin embargo, durante el largo período en que este se encontrase cerrado debido a arduas y complicadas labores de refacción y remodelación, la mayoría de los conciertos de temporada de la orquesta se efectuaron en el Aula Magna de la Ciudad Universitaria de Caracas, y en la Sala José Félix Ribas del Complejo Cultural Teresa Carreño. Actualmente, la OSMC ensaya y ofrece conciertos periódicamente en el  Teatro Municipal de Caracas, incluyendo la realización de pequeñas temporadas de ópera auspiciadas por la Fundación, en conjunto con algunas agrupaciones de Opera asociadas. Asimismo, su Sede Permanente de Ensayos es el Centro Cultural Monte Sacro, edificado por el Maestro Corrado Galzio, donde funcionaba antiguamente el Instituto Italiano de Cultura.
Los directores artísticos de la orquesta han sido: Juan Carlos Núñez, Alfredo del Mónaco, Telésforo Naranjo, Alfredo Rugeles, Carlos Riazuelo y, desde 2003,  Rodolfo Saglimbeni. La labor de Riazuelo fue notable y se extendió por más de quince años. Actualmente, Muraki y Saglimbeni llevan a cabo una valiosa labor educativa al frente de la Orquesta, interviniendo generalmente al inicio de cada presentación, ofreciendo al público una explicación contextualizada del programa de cada concierto. Esto, aunado a la disponibilidad de una sede propia y adecuada que les permita programar con regularidad, ha influido positivamente en la afluencia y apoyo del público a la labor de la Orquesta.
En 2005 el Instituto Postal Telegráfico de Venezuela emitió una edición filatélica para conmemorar los 25 años de la fundación de la orquesta. La serie que está compuesta por 10 estampillas y 10 postales, fue diseñada por los artistas Toña Vegas e Iván Estrada y presentan los distintos instrumentos que conforman una orquesta sinfónica.